# Дубовка (Кировоградская область)
Дубовка (укр. Дубівка) — село в Новгородковской поселковой общине Кропивницкого района Кировоградской области Украины.
До 2020 года входило в Новгородковский район
Население по переписи 2001 года составляло 227 человек. Почтовый индекс — 28221. Телефонный код — 5241. Код КОАТУУ — 3523484703.